# Campeonato Alemán de Fútbol 1961
El Campeonato Alemán de Fútbol 1961 fue la 51.ª edición de la máxima competición futbolística de Alemania Federal.

## Grupo 1
|    | Equipo              | PJ | PG | PE | PP | GF | GC | Pts |
| -- | ------------------- | -- | -- | -- | -- | -- | -- | --- |
| 1. | Borussia Dortmund   | 6  | 3  | 1  | 2  | 19 | 12 | 7   |
| 2. | Eintracht Frankfurt | 6  | 3  | 1  | 2  | 13 | 9  | 7   |
| 3. | Hamburgo            | 6  | 3  | 0  | 3  | 14 | 19 | 6   |
| 4. | 1. FC Saarbrücken   | 6  | 1  | 2  | 3  | 11 | 17 | 4   |

## Grupo 2
|    | Equipo           | PJ | PG | PE | PP | GF | GC | Pts |
| -- | ---------------- | -- | -- | -- | -- | -- | -- | --- |
| 1. | Núremberg        | 6  | 4  | 2  | 0  | 18 | 9  | 10  |
| 2. | Werder Bremen    | 6  | 2  | 2  | 2  | 8  | 11 | 6   |
| 3. | Colonia          | 6  | 1  | 3  | 2  | 11 | 12 | 5   |
| 4. | Hertha de Berlín | 6  | 1  | 1  | 4  | 9  | 14 | 3   |

## Final
| Núremberg | 3 – 0 | Borussia Dortmund |

|                             |
| Campeón Núremberg 8° título |